# 2010-es flandriai körverseny
A 2010-es flandriai kerékpáros körverseny a 94. volt 1913 óta. 2010. április 4-én rendezték meg. A verseny része a 2010-es UCI-világranglistának és a 2010-es UCI ProTournak is. Elsőként a svájci Fabian Cancellara haladt át a célvonalon; második a belga Tom Boonen, míg harmadik a szintén belga Philippe Gilbert lett.

## Csapatok
Mivel a flandriai körverseny egy UCI ProTour verseny, az összes ProTour csapat automatikusan részt vett a versenyen. Szabadkártyát kapott még a Bbox Bouygues Telecom, a BMC Racing Team, a Cervélo TestTeam, a Landbouwkrediet, a Skil-Shimano, a Topsport Vlaanderen-Mercator és a Vacansoleil.
ProTour csapatok:
 AG2R La Mondiale ·   Astana ·   Caisse d’Epargne ·   Euskaltel–Euskadi ·   Française des Jeux ·   Garmin–Transitions ·   Lampre–Farnese Vini ·   Liquigas–Doimo ·   Omega Pharma–Lotto ·   Quick Step ·   Rabobank ·   Team HTC–Columbia ·   Katyusa ·   Team RadioShack ·   Team Milram ·   Team Saxo Bank ·   Team Sky · 
Profi kontinentális csapatok:
 Bbox Bouygues Telecom ·   BMC Racing Team ·  Cervélo TestTeam ·   Landbouwkrediet ·   Skil-Shimano ·   Topsport Vlaanderen–Mercator ·   Vacansoleil

## Végeredmény
|    | Versenyző                | Csapat                | Idő                 |
| -- | ------------------------ | --------------------- | ------------------- |
| 1  | Fabian Cancellara (SUI)  | Team Saxo Bank        | 6:25:56             |
| 2  | Tom Boonen (BEL)         | Quick Step            | 6:27:11 (+00:01:15) |
| 3  | Philippe Gilbert (BEL)   | Omega Pharma–Lotto    | 6:28:07 (+00:02:11) |
| 4  | Björn Leukemans (BEL)    | Vacansoleil           | 6:28:11 (+00:02:15) |
| 5  | Tyler Farrar (USA)       | Garmin–Transitions    | 6:28:31 (+00:02:35) |
| 6  | George Hincapie (USA)    | BMC Racing Team       | a.i.                |
| 7  | Roger Hammond (GBR)      | Cervélo TestTeam      | a.i.                |
| 8  | Makszim Iglinszkij (KAZ) | Astana                | a.i.                |
| 9  | Danilo Hondo (GER)       | Lampre–Farnese Vini   | a.i.                |
| 10 | William Bonnet (FRA)     | Bbox Bouygues Telecom | a.i.                |

## Fordítás
Ez a szócikk részben vagy egészben  a(z)   2010 Tour of Flanders című angol Wikipédia-szócikk ezen változatának fordításán alapul.  Az eredeti cikk szerkesztőit annak laptörténete sorolja fel. Ez a jelzés csupán a megfogalmazás eredetét és a szerzői jogokat jelzi, nem szolgál a cikkben szereplő információk forrásmegjelöléseként.